# Jeremy Roenick
Jeremy Shaffer Roenick, född den 17 januari 1970 i Boston i Massachusetts i USA, är en före detta professionell ishockeyspelare som spelade i NHL mellan 1988 och 2009 för Chicago Blackhawks, Phoenix Coyotes, Philadelphia Flyers, Los Angeles Kings och San Jose Sharks.
Den 10 november 2007 blev Roenick tredje amerikan, efter Joe Mullen och Mike Modano, att göra 500 mål i NHL. När han lade av hade han på 1 363 grundseriematcher i NHL gjort 513 mål, 703 assist och totalt 1 216 poäng. Utöver detta spelade han 154 matcher i Stanley Cup-slutspelet och gjorde 122 poäng.
Med USA:s ishockeylandslag har han ett OS-silver från Salt Lake City 2002 och ett Canada Cup-silver från Canada Cup 1991.
Den 6 augusti 2009 offentliggjorde han att han slutade med ishockeyn.

## Statistik

### Klubbkarriär
| 1988–89    | Hull Olympiques     | QMJHL      | 28    | 34  | 36  | 70    | 14    | 9   | 7  | 12 | 19  | 6   |
| 1988–89    | Chicago Blackhawks  | NHL        | 20    | 9   | 9   | 18    | 4     | 10  | 1  | 3  | 4   | 7   |
| 1989–90    | Chicago Blackhawks  | NHL        | 78    | 26  | 40  | 66    | 54    | 20  | 11 | 7  | 18  | 8   |
| 1990–91    | Chicago Blackhawks  | NHL        | 79    | 41  | 53  | 94    | 80    | 6   | 3  | 5  | 8   | 4   |
| 1991–92    | Chicago Blackhawks  | NHL        | 80    | 53  | 50  | 103   | 98    | 18  | 12 | 10 | 22  | 12  |
| 1992–93    | Chicago Blackhawks  | NHL        | 84    | 50  | 57  | 107   | 86    | 4   | 1  | 2  | 3   | 2   |
| 1993–94    | Chicago Blackhawks  | NHL        | 84    | 46  | 61  | 107   | 125   | 6   | 1  | 6  | 7   | 2   |
| 1994–95    | Kölner Haie         | DEL        | 3     | 3   | 1   | 4     | 2     | —   | —  | —  | —   | —   |
| 1994–95    | Chicago Blackhawks  | NHL        | 33    | 10  | 24  | 34    | 14    | 8   | 1  | 2  | 3   | 16  |
| 1995–96    | Chicago Blackhawks  | NHL        | 66    | 32  | 35  | 67    | 109   | 10  | 5  | 7  | 12  | 2   |
| 1996–97    | Phoenix Coyotes     | NHL        | 72    | 29  | 40  | 69    | 115   | 6   | 2  | 4  | 6   | 4   |
| 1997–98    | Phoenix Coyotes     | NHL        | 79    | 24  | 32  | 56    | 103   | 6   | 5  | 3  | 8   | 4   |
| 1998–99    | Phoenix Coyotes     | NHL        | 78    | 24  | 48  | 72    | 130   | 1   | 0  | 0  | 0   | 0   |
| 1999–00    | Phoenix Coyotes     | NHL        | 75    | 34  | 44  | 78    | 102   | 5   | 2  | 2  | 4   | 10  |
| 2000–01    | Phoenix Coyotes     | NHL        | 80    | 30  | 46  | 76    | 114   | —   | —  | —  | —   | —   |
| 2001–02    | Philadelphia Flyers | NHL        | 75    | 21  | 46  | 67    | 74    | 5   | 0  | 0  | 0   | 14  |
| 2002–03    | Philadelphia Flyers | NHL        | 79    | 27  | 32  | 59    | 75    | 13  | 3  | 5  | 8   | 8   |
| 2003–04    | Philadelphia Flyers | NHL        | 62    | 19  | 28  | 47    | 62    | 18  | 4  | 9  | 13  | 8   |
| 2005–06    | Los Angeles Kings   | NHL        | 58    | 9   | 13  | 22    | 36    | —   | —  | —  | —   | —   |
| 2006–07    | Phoenix Coyotes     | NHL        | 70    | 11  | 17  | 28    | 32    | —   | —  | —  | —   | —   |
| 2007–08    | San Jose Sharks     | NHL        | 69    | 14  | 19  | 33    | 26    | 12  | 2  | 3  | 5   | 2   |
| 2008–09    | San Jose Sharks     | NHL        | 42    | 4   | 9   | 13    | 24    | 6   | 0  | 1  | 1   | 12  |
| NHL totalt | NHL totalt          | NHL totalt | 1 363 | 513 | 703 | 1 216 | 1 463 | 154 | 53 | 69 | 122 | 115 |

### Internationellt
| År            | Lag           | Turnering     |    | Matcher | Mål | Assist | Poäng | Utv |
| ------------- | ------------- | ------------- | -- | ------- | --- | ------ | ----- | --- |
| 1988          | USA           | JVM           | 7  | 5       | 4   | 9      | 4     |     |
| 1989          | USA           | JVM           | 7  | 8       | 8   | 16     | 0     |     |
| 1991          | USA           | VM            | 9  | 5       | 6   | 11     | 8     |     |
| 1991          | USA           | CC            | 8  | 4       | 2   | 6      | 4     |     |
| 1998          | USA           | OS            | 4  | 0       | 1   | 1      | 6     |     |
| 2002          | USA           | OS            | 6  | 1       | 4   | 5      | 2     |     |
| Junior totalt | Junior totalt | Junior totalt | 14 | 13      | 12  | 25     | 4     |     |
| Senior totalt | Senior totalt | Senior totalt | 27 | 10      | 13  | 23     | 20    |     |